# Åsa Westlund

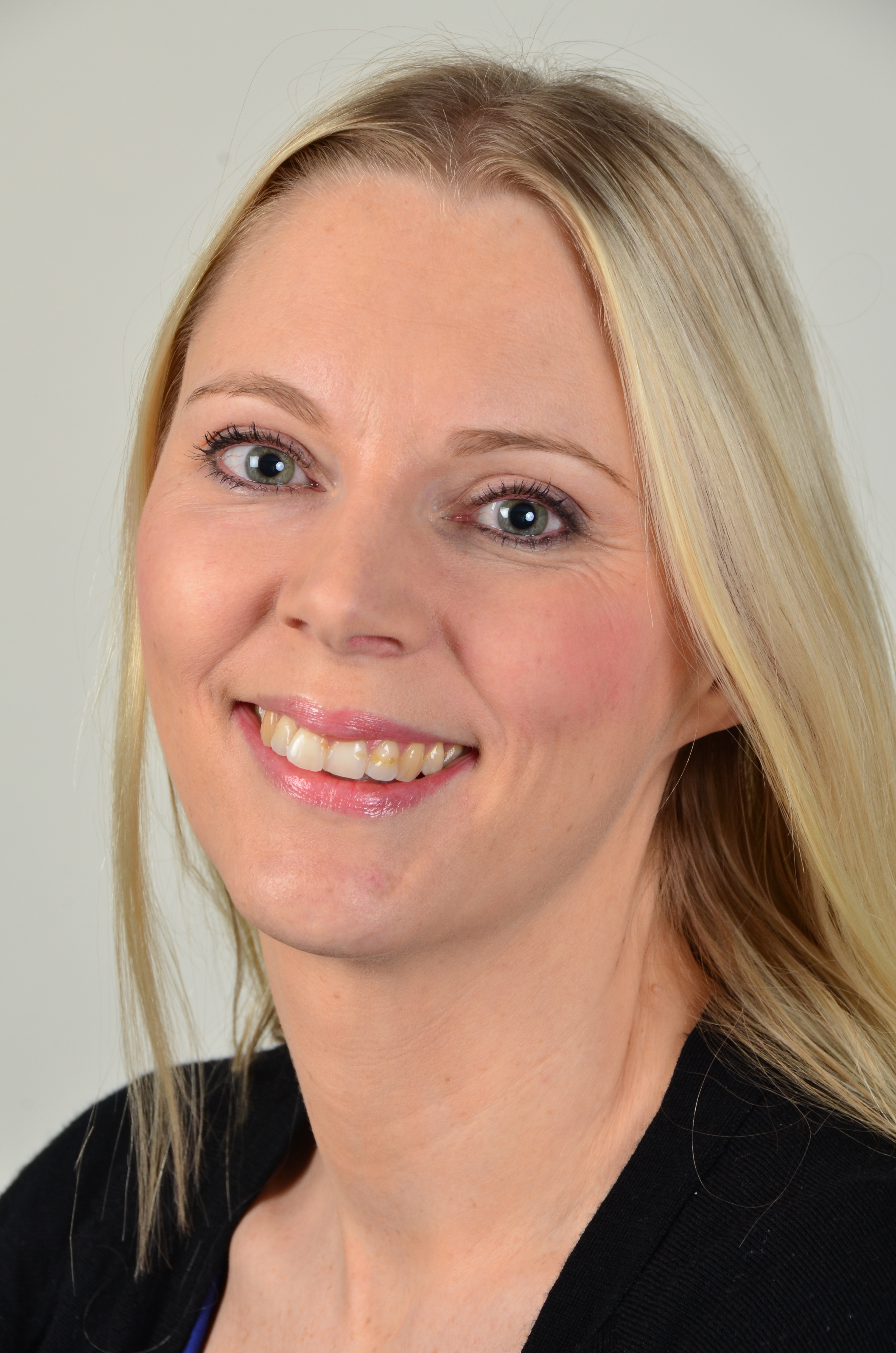
Westlund, 2014

Åsa Westlund (* 19. Mai 1976 in Anderstorp) ist eine schwedische Politikerin (SAP).
Westlund studierte in Göteborg Staatswissenschaft (Politikwissenschaft) und Jura und war in dieser Zeit Mitglied des Vorstands der örtlichen Studentenvertretung sowie des Verbands der Studentenausschüsse Schwedens. Danach arbeitete sie als politische Sachverständige im Ministerium für Bildung sowie als politische Sekretärin im Vorstand der SAP.
Bei der SAP war Westlund unter anderem Beisitzerin im Bezirksvorstand im Bezirk Göteborg, Beisitzerin im Parteivorstand und im geschäftsführenden Ausschuss und Koordinatorin des Frauennetzwerks. Seit 2004 ist sie stellvertretendes Mitglied des Vorstands der SAP in Stockholms län.
Politisch war Westlund zunächst als stellvertretendes Mitglied des Ausschusses für das Gesundheitswesen im Bezirk Västra Götaland tätig, später als Mitglied des Sozialausschusses und des Unterausschusses für Arbeit und Soziales in ihrer Heimatgemeinde Haninge und als stellvertretendes Mitglied des Ausschusses für Regionalplanung und Verkehr des Provinzialrats von Stockholms län. 2004 wurde sie Mitglied des schwedischen Verfassungsausschusses. Seit diesem Jahr gehört sie dem Europäischen Parlament an.

## EU-Parlamentarierin
In der Periode 2009 bis 2014 ist Westlund Mitglied im Ausschuss für Umweltfragen, öffentliche Gesundheit und Lebensmittelsicherheit und in der Delegation für die Beziehungen zum Palästinensischen Legislativrat.
Als Stellvertreterin ist sie im Entwicklungsausschuss und in der Delegation in der Paritätischen Parlamentarischen Versammlung AKP-EU.